# Шейнфельд, Михаил Борисович
Михаи́л Бори́сович Ше́йнфельд (31 января 1922, Тёткино, Курская губерния — 25 сентября 2011, Красноярск) — советский и российский историк, доктор исторических наук, профессор. Участник Великой Отечественной войны.

## Биография
Михаил Борисович Шейнфельд родился 31 января 1922 года на станции Тёткино (ныне — Глушковского района Курской области) в семье служащего. Начало самостоятельного жизненного пути Михаила Борисовича совпало с началом Великой Отечественной войны. В июле 1941 года он в качестве рядового 5-й гвардейской танковой бригады был на передовой на Западном фронте (у Ельни), затем на севере Украины и, наконец, поздней осенью и зимой — на Наро-Фоминском направлении под Москвой. 11 декабря 1941 года в одном из боёв у Наро-Фоминска он получил тяжёлое ранение и лишился обеих ног и одной руки. В 1943 году после выхода из госпиталя поступает на исторический факультет Томского государственного университета, по окончании которого в 1948 году был направлен на работу в Красноярский государственный педагогический институт, где проработал до выхода на пенсию в октябре 1986 года.
В 1955 году защитил кандидатскую диссертацию на тему «Борьба Советов Енисейской губернии за союз рабочего класса и трудящегося крестьянства в первый период Советской власти в Сибири (ноябрь 1917 — июнь 1918 гг.)», а в 1973 году докторскую диссертацию на тему «Историография Сибири (конец XIX — начало XX вв.)». За свою жизнь опубликовал более 70 научных работ, в том числе 4 монографии.
Круг научных интересов — история Сибири, историография, методология истории. Он был редактором трудов ряда видных учёных Сибири, многих факультетских и межвузовских сборников, научным руководителем и оппонентом десятков кандидатских и докторских диссертаций. До последних дней занимался наукой, писал статьи, рецензии и отзывы, работы по историографии и источниковедению. Последняя крупная работа, учебное пособие по методологии истории, вышла в 2005 году, когда ученому было 83 года.
В 1993 году ему было присвоено звание почётного профессора Красноярского государственного педагогического университета.
М. Б. Шейнфельд умер 25 сентября 2011 г.

## Научные труды
- История Красноярского края (редактор и автор отдельных глав двух изданий: 1967, 1981);
- Историография Сибири (конец XIX — начало XX вв.) (1973);
- С. В. Бахрушин и историография Сибири советского периода (1980);
- Методологические дискуссии в отечественной исторической науке (60-90-е гг. ХХ в) (2003),
- Методология истории. Учебное пособие (2005).

## Награды
- Орден Отечественной войны II степени (1970);
- Орден Отечественной войны I степени (1985);
- Почётный профессор Красноярского государственного педагогического университета;
- Золотой знак Почётный работник Красноярского государственного педагогического университета имени В. П. Астафьева (2002)